# Adam Lambert-diszkográfia
Adam Lambert amerikai énekes eddigi karrierje során négy stúdióalbumot, két koncertalbumot, öt válogatásalbumot, öt középlemezt, huszonhárom kislemezt és tizenhárom videóklipet adott ki. 2011 januárjáig 1,2 millió albumot és 4,2 millió kislemezt adott el.
Első nagylemeze For Your Entertainment címmel 2009. november 23-án jelent meg az RCA Records kiadó gondozásában. Az Egyesült Államokban aranylemez, míg Ausztráliában, Kanadában és Új-Zélandon platinalemez minősítést ért el. Erről az albumról jelentek meg a For Your Entertainment, a Whataya Want from Me és az If I Had You című kislemezei. Második stúdióalbuma Trespassing címmel 2012. május 15-én jelent meg, és első helyezést ért el az amerikai Billboard 200-as albumlistán. Összesen három kislemez jelent meg az albumról: a Better Than I Know Myself, a Never Close Our Eyes és a Trespassing. Harmadik nagylemeze The Original High címmel 2015. június 16-án jelent meg a Warner Bros. Records kiadónál, és erről az albumról adták ki a Ghost Town című slágerét. Negyedik albuma Velvet címmel 2020. március 20-án került kiadásra.

## Albumok

### Stúdióalbumok
| Cím                                                         | Részletek | Legjobb helyezések | Legjobb helyezések | Legjobb helyezések | Legjobb helyezések | Legjobb helyezések | Legjobb helyezések | Legjobb helyezések | Legjobb helyezések | Legjobb helyezések | Legjobb helyezések | Eladások                                                  | Minősítések                                                                     |
| Cím                                                         | Részletek | US                 | AUS                | AUT                | BEL (FL)           | CAN                | GER                | NLD                | NZ                 | SWE                | UK                 | Eladások                                                  | Minősítések                                                                     |
| ----------------------------------------------------------- | --- | ------------------ | ------------------ | ------------------ | ------------------ | ------------------ | ------------------ | ------------------ | ------------------ | ------------------ | ------------------ | --------------------------------------------------------- | ------------------------------------------------------------------------------- |
| For Your Entertainment                                      | - Megjelent: 2009. november 23. - Kiadó: RCA - Formátumok: CD, digitális letöltés, streaming                   | 3                  | 5                  | 22                 | 56                 | 7                  | 16                 | 25                 | 5                  | 8                  | 36                 | - USA: 863,000                                            | - RIAA: Aranylemez - ARIA: Platinalemez - MC: Platinalemez - RMNZ: Platinalemez |
| Trespassing                                                 | - Megjelent: 2012. május 15. - Kiadó: 19, RCA - Formátumok: CD, digitális letöltés, streaming                  | 1                  | 10                 | 28                 | 64                 | 1                  | 28                 | 30                 | 4                  | 20                 | 16                 | - USA: 197,000 - Egyesült Királyság: 7,107                |                                                                                 |
| The Original High                                           | - Megjelent: 2015. június 16. - Label: Warner Bros. - Formátumok: CD, digitális letöltés, hanglemez, streaming | 3                  | 4                  | 43                 | 61                 | 3                  | 20                 | 10                 | 6                  | 51                 | 8                  | - USA: 42,000 - Kanada: 4,800 - Egyesült Királyság: 9,817 |                                                                                 |
| Velvet                                                      | - Megjelent: 2020. március 20. - Kiadó: Empire Distribution - Formátumok: CD, digitális letöltés, streaming    | 89                 | 8                  | —                  | 112                | —                  | 77                 | —                  | —                  | —                  | 54                 |                                                           |                                                                                 |
| "—" nem szerepelt listán, vagy nem jelent meg az országban. | |                    |                    |                    |                    |                    |                    |                    |                    |                    |                    |                                                           |                                                                                 |

### Koncertalbumok
| Cím                                                         | Részletek                                                                               | Legjobb helyezések | Legjobb helyezések | Legjobb helyezések | Legjobb helyezések | Legjobb helyezések | Legjobb helyezések | Legjobb helyezések | Legjobb helyezések | Legjobb helyezések | Eladások                      | Minősítések       |
| Cím                                                         | Részletek                                                                               | US                 | US Video           | AUS                | BEL (FL)           | FIN                | GER                | NZ                 | NLD                | UK                 | Eladások                      | Minősítések       |
| ----------------------------------------------------------- | --------------------------------------------------------------------------------------- | ------------------ | ------------------ | ------------------ | ------------------ | ------------------ | ------------------ | ------------------ | ------------------ | ------------------ | ----------------------------- | ----------------- |
| Glam Nation Live                                            | - Megjelent: 2011. március 22. - Kiadó: RCA - Formátumok: CD, DVD, digitális letöltés   | —                  | 1                  | —                  | —                  | 32                 | 94                 | 14                 | 99                 | 185                | - USA: 41,000 - Kanada: 1,195 |                   |
| Live Around the World (a Queennel)                          | - Megjelent: 2020. október 22. - Kiadó: EMI - Formátumok: CD, CD+DVD, CD+Blu-ray, vinyl | 56                 | —                  | 1                  | 14                 | 14                 | 5                  | 4                  | 6                  | 1                  |                               | - BPI: Ezüstlemez |
| "—" nem szerepelt listán, vagy nem jelent meg az országban. |                                                                                         |                    |                    |                    |                    |                    |                    |                    |                    |                    |                               |                   |

### Válogatásalbumok
| Cím                                                         | Részletek                                                                                                   | Legjobb helyezések | Legjobb helyezések | Eladások      |
| Cím                                                         | Részletek                                                                                                   | US                 | US Indie           | Eladások      |
| ----------------------------------------------------------- | --- | ------------------ | ------------------ | ------------- |
| Season 8 Favorite Performances                              | - Megjelent: 2009. június 30. - Kiadó: RCA - Formátumok: Digitális letöltés                                 | 33                 | 4                  | - USA: 35,000 |
| Take One                                                    | - Megjelent: 2009. november 17. - Kiadó: Rufftown - Formátumok: CD, digitális letöltés                      | 72                 | 6                  | - USA: 42,000 |
| Beg for Mercy                                               | - Megjelent: 2011. november 21. - Kiadó: Colwel Platinum Entertainment - Formátumok: CD, digitális letöltés | —                  | 27                 |               |
| Paramount Sessions                                          | - Megjelent: 2011. november 27. - Kiadó: Coldwater Entertainment Limited - Formátum: CD                     | —                  | —                  |               |
| Playlist: The Very Best of Adam Lambert                     | - Megjelent: 2014. május 27. - Kiadó: Legacy - Formátum: CD, digitális letöltés                             | —                  | —                  |               |
| "—" nem szerepelt listán, vagy nem jelent meg az országban. | |                    |                    |               |

## Középlemezek
| Cím                                                         | Részletek | Legjobb helyezések | Legjobb helyezések | Legjobb helyezések | Eladások      |
| Cím                                                         | Részletek | US                 | US Indie           | AUS                | Eladások      |
| ----------------------------------------------------------- | --- | ------------------ | ------------------ | ------------------ | ------------- |
| Remixes                                                     | - Megjelent: 2010. április 9. - Kiadó: RCA - Formátum: digitális letöltés                                              | —                  | —                  | —                  | - USA: 7,000  |
| Acoustic Live!                                              | - Megjelent: 2010. december 6. - Kiadó: RCA - Formátumok: CD, digitális letöltés                                       | 126                | —                  | —                  | - USA: 28,000 |
| Spotify Sessions                                            | - Megjelent: 2015. június 15. - Kiadó: Warner Records, Inc. - Formátum: streaming                                      | —                  | —                  | —                  |               |
| Velvet: Side A                                              | - Megjelent: 2019. szeptember 27. - Kiadó: More Is More, Empire Distribution - Formátum: Digitális letöltés, streaming | 148                | 5                  | 72                 |               |
| Velvet: Side A (The Live Sessions)                          | - Megjelent: 2020. január 10. - Kiadó: More Is More, Empire Distribution - Formátumok: Digitális letöltés, streaming   | —                  | —                  | —                  |               |
| "—" nem szerepelt listán, vagy nem jelent meg az országban. | |                    |                    |                    |               |

## Kislemezek

### Önálló előadóként
| Cím                                                         | Év   | Legjobb helyezések | Legjobb helyezések | Legjobb helyezések | Legjobb helyezések | Legjobb helyezések | Legjobb helyezések | Legjobb helyezések | Legjobb helyezések | Legjobb helyezések | Legjobb helyezések | Minősítések | Album                  |
| Cím                                                         | Év   | US                 | AUS                | AUT                | CAN                | DEN                | GER                | NLD                | NZ                 | SWE                | UK                 | Minősítések | Album                  |
| ----------------------------------------------------------- | ---- | ------------------ | ------------------ | ------------------ | ------------------ | ------------------ | ------------------ | ------------------ | ------------------ | ------------------ | ------------------ | --- | ---------------------- |
| No Boundaries                                               | 2009 | 72                 | —                  | —                  | 52                 | —                  | —                  | —                  | 38                 | —                  | 111                | | Nem jelent meg albumon |
| Time for Miracles                                           | 2009 | 50                 | —                  | —                  | 26                 | —                  | —                  | —                  | —                  | —                  | —                  | | 2012                   |
| For Your Entertainment                                      | 2009 | 61                 | 32                 | —                  | 23                 | —                  | —                  | —                  | 10                 | —                  | 37                 | - ARIA: Aranylemez - MC: Platinalemez - RMNZ: Platinalemez | For Your Entertainment |
| Whataya Want from Me                                        | 2009 | 10                 | 4                  | 4                  | 3                  | 12                 | 5                  | 7                  | 4                  | 8                  | 53                 | - ARIA: Platinalemez - BVMI: Aranylemez - IFPI AUT: Aranylemez - IFPI DEN: Aranylemez - IFPI SWE: 2×-es platinalemez - MC: 3×-os platinalemez - RMNZ: Platinalemez           | For Your Entertainment |
| If I Had You                                                | 2010 | 30                 | 4                  | 50                 | 8                  | —                  | 36                 | —                  | 7                  | —                  | —                  | - ARIA: 2×-es platinalemez - RMNZ: Platinalemez | For Your Entertainment |
| Fever                                                       | 2010 | —                  | —                  | —                  | —                  | —                  | —                  | —                  | 19                 | —                  | —                  | | For Your Entertainment |
| Sure Fire Winners                                           | 2011 | —                  | —                  | —                  | —                  | —                  | —                  | —                  | —                  | —                  | —                  | | For Your Entertainment |
| Aftermath                                                   | 2011 | —                  | —                  | —                  | —                  | —                  | —                  | —                  | —                  | —                  | —                  | | For Your Entertainment |
| Sleepwalker                                                 | 2011 | —                  | —                  | —                  | 90                 | —                  | 63                 | —                  | —                  | —                  | —                  | | For Your Entertainment |
| Better Than I Know Myself                                   | 2011 | 76                 | 83                 | —                  | 56                 | —                  | 88                 | —                  | —                  | —                  | —                  | | Trespassing            |
| Never Close Our Eyes                                        | 2012 | —                  | —                  | 56                 | 62                 | —                  | —                  | —                  | 24                 | —                  | 17                 | | Trespassing            |
| Trespassing                                                 | 2012 | —                  | —                  | —                  | 92                 | —                  | —                  | —                  | —                  | —                  | —                  | | Trespassing            |
| Ghost Town                                                  | 2015 | 64                 | 2                  | 10                 | 55                 | 30                 | 11                 | 6                  | 27                 | 25                 | 71                 | - RIAA: Aranylemez - ARIA: 2×-es platinalemez - BVMI: Platinalemez - IFPI AUT: Aranylemez - IFPI DEN: Platinalemez - IFPI SWE: 2×-es platinalemez - NVPI: 3×-os platinalemez | The Original High      |
| Another Lonely Night                                        | 2015 | —                  | 107                | —                  | —                  | —                  | —                  | 35                 | —                  | —                  | —                  | | The Original High      |
| Welcome to the Show (közreműködik Laleh)                    | 2016 | —                  | —                  | —                  | —                  | —                  | —                  | —                  | —                  | —                  | —                  | | Nem jelent meg albumon |
| Two Fux                                                     | 2017 | —                  | —                  | —                  | —                  | —                  | —                  | —                  | —                  | —                  | —                  | | Nem jelent meg albumon |
| Feel Something                                              | 2019 | —                  | —                  | —                  | —                  | —                  | —                  | —                  | —                  | —                  | —                  | | Velvet                 |
| New Eyes                                                    | 2019 | —                  | —                  | —                  | —                  | —                  | —                  | —                  | —                  | —                  | —                  | | Velvet                 |
| Comin in Hot                                                | 2019 | —                  | —                  | —                  | —                  | —                  | —                  | —                  | —                  | —                  | —                  | | Velvet                 |
| Superpower                                                  | 2019 | —                  | —                  | —                  | —                  | —                  | —                  | —                  | —                  | —                  | —                  | | Velvet                 |
| Believe                                                     | 2019 | —                  | —                  | —                  | —                  | —                  | —                  | —                  | —                  | —                  | —                  | | Nem jelent meg albumon |
| Roses (közreműködik Nile Rodgers)                           | 2020 | —                  | —                  | —                  | —                  | —                  | —                  | —                  | —                  | —                  | —                  | | Velvet                 |
| Velvet                                                      | 2020 | —                  | —                  | —                  | —                  | —                  | —                  | —                  | —                  | —                  | —                  | | Velvet                 |
| "—" nem szerepelt listán, vagy nem jelent meg az országban. |      |                    |                    |                    |                    |                    |                    |                    |                    |                    |                    | |                        |

### Közreműködő előadóként
| Cím                                                                      | Év   | Legjobb helyezések | Album                  |
| Cím                                                                      | Év   | US Pop Dig         | Album                  |
| ------------------------------------------------------------------------ | ---- | ------------------ | ---------------------- |
| The Fox (Glee Cast közreműködik Adam Lambert)                            | 2013 | —                  | Nem jelent meg albumon |
| Into the Groove (Glee Cast közreműködik Adam Lambert)                    | 2014 | —                  | Nem jelent meg albumon |
| I Believe in a Thing Called Love (Glee Cast közreműködik Adam Lambert)   | 2014 | —                  | Nem jelent meg albumon |
| Barracuda (Glee Cast közreműködik Adam Lambert)                          | 2014 | —                  | Nem jelent meg albumon |
| Gloria (Glee Cast közreműködik Adam Lambert)                             | 2014 | —                  | Nem jelent meg albumon |
| The Happening (Glee Cast közreműködik Adam Lambert és Demi Lovato)       | 2014 | —                  | Nem jelent meg albumon |
| Hold On (Glee Cast közreműködik Adam Lambert és Demi Lovato)             | 2014 | 44                 | Nem jelent meg albumon |
| Can’t Go Home (Steve Aoki és Felix Jaehn dal, közreműködik Adam Lambert) | 2016 | —                  | Nem jelent meg albumon |
| Broken (Tritonal és Jenaux dal, közreműködik Adam Lambert)               | 2016 | —                  | Painting With Dreams   |

## Egyéb slágerlistás dalok
| Cím                                                         | Év   | Legjobb helyezések | Legjobb helyezések | Legjobb helyezések | Legjobb helyezések | Legjobb helyezések | Album                                  |
| Cím                                                         | Év   | US                 | CAN                | NZ Hot             | POL                | UK Rock            | Album                                  |
| ----------------------------------------------------------- | ---- | ------------------ | ------------------ | ------------------ | ------------------ | ------------------ | -------------------------------------- |
| Mad World                                                   | 2009 | 19                 | 10                 | —                  | —                  | —                  | Season 8 Favorite Performances         |
| A Change Is Gonna Come                                      | 2009 | 56                 | 59                 | —                  | —                  | —                  | Season 8 Favorite Performances         |
| One                                                         | 2009 | 82                 | 84                 | —                  | —                  | —                  | Season 8 Favorite Performances         |
| Cryin’                                                      | 2009 | —                  | 75                 | —                  | —                  | —                  | Season 8 Favorite Performances         |
| The Tracks of My Tears                                      | 2009 | —                  | —                  | —                  | —                  | —                  | Season 8 Favorite Performances         |
| Feeling Good                                                | 2009 | —                  | —                  | —                  | —                  | —                  | Season 8 Favorite Performances         |
| Slow Ride (Allison Irahetával)                              | 2009 | —                  | —                  | —                  | —                  | —                  | American Idol: Season 8: The 5 Song EP |
| Can’t Let You Go                                            | 2010 | —                  | —                  | —                  | —                  | 34                 | For Your Entertainment                 |
| The Original High                                           | 2016 | —                  | —                  | —                  | 23                 | —                  | The Original High                      |
| Please Come Home for Christmas                              | 2019 | —                  | —                  | 36                 | —                  | —                  | Spotify Singles                        |
| "—" nem szerepelt listán, vagy nem jelent meg az országban. |      |                    |                    |                    |                    |                    |                                        |

## Egyéb megjelenések dalokban
| Cím             | Év   | Egyéb előadó(k)           | Album                               |
| --------------- | ---- | ------------------------- | ----------------------------------- |
| Live the Life   | 2011 | J. Scott G.               | Live the Life EP                    |
| Lay Me Down     | 2013 | Avicii                    | True                                |
| Marry the Night | 2013 | Glee Cast                 | A Katy or a Gaga                    |
| Roar            | 2013 | Glee Cast                 | A Katy or a Gaga                    |
| Rockstar        | 2014 | Glee Cast                 | New New York                        |
| Can’t Go Home   | 2016 | Steve Aoki és Felix Jaehn | Nem jelent meg albumon              |
| Hands           | 2016 | Különböző előadók         | Nem jelent meg albumon              |
| Broken          | 2016 | Tritonal és Jenaux        | Painting with Dreams                |
| Think           | 2017 | –                         | Captain Underpants Movie Soundtrack |
| Mad World       | 2020 | –                         | One World: Together at Home         |
| Super Power     | 2020 | –                         | One World: Together at Home         |

## Videóklipek
| Cím                       | Év   | Rendező(k)                          |
| ------------------------- | ---- | ----------------------------------- |
| Time for Miracles         | 2009 | Wayne Isham                         |
| For Your Entertainment    | 2009 | Ray Kay                             |
| Whataya Want from Me      | 2010 | Diane Martel                        |
| If I Had You              | 2010 | Bryan Barber                        |
| Better Than I Know Myself | 2012 | Ray Kay                             |
| Never Close Our Eyes      | 2012 | Dori Oskowitz                       |
| Ghost Town                | 2015 | Hype Williams                       |
| Another Lonely Night      | 2015 | Luke Gilford                        |
| Welcome to the Show       | 2016 | Lee Cherry and Adam Lambert         |
| Can’t Go Home             | 2016 | Romain F. Dubois and Ménad Kesraoui |
| New Eyes                  | 2019 | Miles & AJ                          |
| Comin in Hot              | 2019 | Miles & AJ                          |
| Superpower                | 2019 | Millicent Hailes                    |
| Velvet                    | 2020 | Charlotte Rutherford                |

### Megjelenés más előadók klipjében
| Cím                   | Év   | Előadó(k)    | Rendező(k)                  |
| --------------------- | ---- | ------------ | --------------------------- |
| You Need to Calm Down | 2019 | Taylor Swift | Taylor Swift és Drew Kirsch |